# Паркс, Майкл (актёр)
Майкл Паркс (англ. Michael Parks, имя при рождении Гарри Сэмюел Паркс (англ. Harry Samuel Parks); 24 апреля 1940, Корона, Калифорния, США — 9 мая 2017, Лос-Анджелес, Калифорния, США) — американский актёр и певец, исполнитель роли шерифа Эрла Макгроу в фильмах Квентина Тарантино и Роберта Родригеса.

## Биография
Майкл Паркс родился в городе Корона, Калифорния. Был одним из пяти детей в семье. До того как стать актёром, он занимался сбором фруктов, рытьём канав, вождением грузовиков и тушением лесных пожаров.
С 1960 года начал сниматься в телесериалах. В конце 1960-х — начале 1970-х годов записал несколько альбомов в стиле кантри, блюз, джаз. Самая известная его роль — шериф Эрл Макгроу, которого он сыграл в фильмах: «От заката до рассвета» (1996), дилогии «Убить Билла» (2003—2004), «Доказательство смерти» (2007) и «Планета страха» (2007).

## Личная жизнь и смерть
С 1956 по 1958 годы Майкл Паркс был женат на Луизе М. Джонсон, в браке родился один ребёнок. 
Во второй раз женился 11 января 1964 года на актрисе Джейн Мориарти, менее чем через два месяца она умерла от передозировки таблеток. 
С 1969 по 1977 годы был женат на Каролин Кей Карсон (1969—1977), у них родился сын Джеймс Паркс, который стал актёром. 
С 1997 года до своей смерти состоял в браке со своей четвёртой женой — Орианой.
Майкл Паркс умер у себя дома в Лос-Анджелесе 9 мая 2017 года в возрасте 77 лет. Причина его смерти так и не была названа. Согласно воле покойного его тело было похоронено в море.

## Фильмография
| Год       |   | Русское название                              | Оригинальное название                                      | Роль                |
| --------- | - | --------------------------------------------- | ---------------------------------------------------------- | ------------------- |
| 1962      | ф | Перри Мейсон                                  | Perry Mason                                                | Кал Леонард         |
| 1979      | ф | Захват в Северном море                        | North Sea Hijack                                           | Гарольд Шульман     |
| 1981      | ф | Тяжёлая страна                                | Hard Country                                               | Ройс                |
| 1989      | ф | Убийства на китайском озере                   | The China Lake Murders                                     | Офицер Донелли      |
| 1990—1991 | с | Твин Пикс                                     | Twin Peaks                                                 | Жан Рено            |
| 1991      | ф | Агент                                         | The Hitman                                                 | Ронни Делейни       |
| 1994      | ф | Жажда смерти 5: Обличье смерти                | Death Wish 5: The Face Of Death                            | Томми О’Шэ          |
| 1996      | ф | От заката до рассвета                         | From Dusk Till Dawn                                        | шериф Эрл Макгроу   |
| 1997      | ф | Детектор лжи                                  | Deceiver                                                   | доктор Баньярд      |
| 1999      | с | Крутой Уокер: Правосудие по-техасски          | Walker Texas Ranger                                        | Калеб Хукс          |
| 2000      | ф | От заката до рассвета 3                       | From Dusk Till Dawn 3                                      | Амброз Бирс         |
| 2003      | ф | Убить Билла. Фильм 1                          | Kill Bill: Vol. 1                                          | Эрл Макгроу         |
| 2004      | ф | Убить Билла. Фильм 2                          | Kill Bill: Vol. 2                                          | Эстебан             |
| 2007      | ф | Доказательство смерти                         | Death Proof                                                | Эрл Макгроу         |
| 2007      | ф | Планета страха                                | Planet Terror                                              | Эрл Макгроу         |
| 2007      | ф | Как трусливый Роберт Форд убил Джесси Джеймса | The Assassination of Jesse James by the Coward Robert Ford | Генри Крэйг         |
| 2010      | ф | Козырные тузы 2: Бал смерти                   | Smokin' Aces 2: Assassins' Ball                            | Фритц Тремор        |
| 2011      | ф | Красный штат                                  | Red State                                                  | пастор Эбин Купер   |
| 2012      | ф | Джанго освобождённый                          | Django Unchained                                           | сотрудник компании  |
| 2012      | ф | Операция «Арго»                               | Argo                                                       | художник Джек Кёрби |
| 2012      | ф | Мы такие, какие есть                          | We are what we are                                         | врач-судмедексперт  |
| 2014      | ф | Бивень                                        | Tusk                                                       | Говард Хоу          |
| 2016      | ф | Кровный отец                                  | Blood Father                                               | проповедник         |